# Bernalillo
Bernalillo és una vila dels Estats Units i seu del comtat de Sandoval a l'estat de Nou Mèxic. Segons el cens del 2000 tenia 6.611 habitants.

## Demografia
Segons el cens del 2000, Bernalillo tenia 6.611 habitants, 2.309 habitatges, i 1.724 famílies. La densitat de població era de 554,9 habitants per km².
Dels 2.309 habitatges en un 40,8% hi vivien nens de menys de 18 anys, en un 49,1% hi vivien parelles casades, en un 18,6% dones solteres, i en un 25,3% no eren unitats familiars. En el 20,2% dels habitatges hi vivien persones soles el 6,9% de les quals corresponia a persones de 65 anys o més que vivien soles. El nombre mitjà de persones vivint en cada habitatge era de 2,86 i el nombre mitjà de persones que vivien en cada família era de 3,3.
Per edats la població es repartia de la següent manera: un 31% tenia menys de 18 anys, un 9,9% entre 18 i 24, un 28,5% entre 25 i 44, un 21,4% de 45 a 60 i un 9,2% 65 anys o més.
L'edat mediana era de 32 anys. Per cada 100 dones de 18 o més anys hi havia 91,4 homes.
La renda mediana per habitatge era de 30.864 $ i la renda mediana per família de 36.286 $. Els homes tenien una renda mediana de 27.417 $ mentre que les dones 22.125 $. La renda per capita de la població era de 13.100 $. Aproximadament el 13,9% de les famílies i el 18,2% de la població estaven per davall del llindar de pobresa.

## Poblacions properes
El següent diagrama mostra les poblacions més properes.